# Републикански път III-817
Републикански път IIІ-815 е третокласен път, част от Републиканската пътна мрежа на България, преминаващ изцяло по територията на област Монтана. Дължината му е 16,9 km.
Пътят се отклонява наляво при 88,7 km на Републикански път II-81 източно от село Боровци и се насочва на северозапад през най-северните разклонения на Берковска планина (част от Западна Стара планина). Минава през село Боровци и в близост до селата Гаганица и Бистрилица и североизточно от село Гаврил Геново се свързва с Републикански път III-102 при неговия 66,7 km.
| Пътища, отклоняващи се надясно (населено място, № на пътя, посока на пътя) | km   | Пътища, отклоняващи се наляво (посока на пътя, № на пътя, населено място) |
| -------------------------------------------------------------------------- | ---- | ------------------------------------------------------------------------- |
| Община Берковица, II-81, 88,7 km ←                                         | 0,0  | ← 88,7 km, II-81, Община Берковица                                        |
| с. Боровци                                                                 | 1    | с. Боровци                                                                |
|                                                                            | 7,3  | → общински път (за с. Гаганица)                                           |
| (за с. Бистрилица) общински път ←                                          | 9,9  |                                                                           |
| Община Георги Дамяново                                                     | 12,6 | Община Георги Дамяново                                                    |
|                                                                            | 15,5 | → общински път (за с. Гаврил Геново)                                      |
| (до гр. Монтана) III-102, 66,7 km ←                                        | 16,9 | ← 66,7 km, III-102 (от 44,2 km на I-1)                                    |